# Carlemannia
Carlemannia es un género  de plantas con flores perteneciente a la familia Carlemanniaceae.  Comprende 5 especies descritas y de estas, solo 3 aceptadas.

## Taxonomía
El género fue descrito por George Bentham y publicado en Hooker's Journal of Botany and Kew Garden Miscellany 5: 308. 1853. La especie tipo es: Carlemannia griffithii Benth.

## Especies aceptadas
A continuación se brinda un listado de las especies del género Carlemannia aceptadas hasta octubre de 2013, ordenadas alfabéticamente. Para cada una se indica el nombre binomial seguido del autor, abreviado según las convenciones y usos.
- Carlemannia congesta Hook.f.
- Carlemannia griffithii Benth.
- Carlemannia tetragona Hook.f.